# Coupe UEFA 1997-1998
Navigation
Édition précédente Édition suivante
La Coupe de l'UEFA 1997-1998 met aux prises des clubs de football du continent européen.
La compétition a vu le sacre de l'Inter Milan qui l'emporte sur la Lazio Rome dans une finale 100 % italienne. Cette victoire permet aux Nerazzurri de conquérir le titre qui leur a échappé la saison précédente. C'est la troisième coupe de l'UEFA remportée par l'Inter et c'est la première fois que la Lazio atteint la finale de cette compétition.

## Premier tour préliminaire
Le premier tour a lieu les 22 et 23 juillet pour le match aller et le 30 juillet 1997 pour le match retour.
| Équipe 1                 | Score  | Équipe 2                 | Aller | Retour      |    |
| Dynamo Minsk             | 2 - 2  | Kolkheti 1913 Poti       | 1 - 0 | 1 - 2       | *  |
| Hapoël Petah-Tikvah      | 3 - 1  | FC Flora Tallinn         | 1 - 0 | 2 - 1       |    |
| FC Dnipro Dnipropetrovsk | 8 - 1  | FC Erevan                | 6 - 1 | 2 - 0       |    |
| FK Inkaras Kaunas        | 4 - 7  | 1.FC Brno                | 3 - 1 | 1 - 6       |    |
| MyPa                     | 1 - 4  | Apollon Limassol         | 1 - 1 | 0 - 3       |    |
| UWIC Inter Cardiff       | 0 - 8  | Celtic FC                | 0 - 3 | 0 - 5       |    |
| Neuchâtel Xamax          | 10 - 1 | Tiligul-Tiras Tiraspol   | 7 - 0 | 3 - 1       |    |
| CS Grevenmacher          | 1 - 6  | Hajduk Split             | 1 - 4 | 0 - 2       |    |
| Grasshopper-Club Zurich  | 10 - 1 | Coleraine FC             | 3 - 0 | 7 - 1       |    |
| Vojvodina Novi Sad       | 2 - 2  | Viking Stavanger         | 0 - 2 | 2 - 0 a. p. | ** |
| KR Reykjavik             | 4 - 1  | Dinamo Bucarest          | 2 - 0 | 2 - 1       |    |
| Bohemian FC              | 0 - 6  | Ferencváros TC           | 0 - 1 | 0 - 5       |    |
| FK Jablonec 97           | 8 - 0  | Qarabağ Ağdam            | 5 - 0 | 3 - 0       |    |
| Birkirkara FC            | 1 - 4  | Spartak Trnava           | 0 - 1 | 1 - 3       |    |
| Odra Wodzisław Śląski    | 4 - 2  | FK Pobeda Prilep         | 3 - 0 | 1 - 2       |    |
| Daugava Riga             | 2 - 5  | Vorskla-Naftogaz Poltava | 1 - 3 | 1 - 2       |    |
| SK Brann                 | 4 - 4  | Naftex Burgas            | 2 - 1 | 2 - 3       | *  |
| CE Principat             | 0 - 17 | Dundee United            | 0 - 8 | 0 - 9       |    |
| ND Gorica                | 4 - 4  | Oţelul Galaţi            | 2 - 0 | 2 - 4       | *  |
| Újpest FC                | 9 - 2  | KÍ Klaksvík              | 6 - 0 | 3 - 2       |    |

 *  - Qualification obtenue grâce aux buts inscrits à l'extérieur

 **  - Qualification obtenue après une séance de tirs au but

## Deuxième tour préliminaire
Le second tour a lieu les 12 et 26 août 1997.
| Équipe 1                | Score | Équipe 2                 | Aller | Retour      |    |
| Hajduk Split            | 5 - 2 | Malmö FF                 | 3 - 2 | 2 - 0       |    |
| RSC Anderlecht          | 4 - 0 | Vorskla-Naftogaz Poltava | 2 - 0 | 2 - 0       |    |
| Neuchâtel Xamax         | 4 - 2 | Viking Stavanger         | 3 - 0 | 1 - 2       |    |
| Rotor Volgograd         | 6 - 3 | Odra Wodzisław Śląski    | 2 - 0 | 4 - 3       |    |
| Trabzonspor             | 2 - 1 | Dundee United Football   | 1 - 0 | 1 - 1       |    |
| Rapid Vienne            | 6 - 3 | 1.FC Brno                | 6 - 1 | 0 - 2       |    |
| FC Tirol Innsbruck      | 5 - 7 | Celtic FC                | 2 - 1 | 3 - 6       |    |
| Helsingborgs IF         | 1 - 1 | Ferencváros TC           | 0 - 1 | 1 - 0 a. p. | ** |
| Vejle BK                | 0 - 1 | Hapoël Petah-Tikvah      | 0 - 0 | 0 - 1       |    |
| Grasshopper-Club Zurich | 3 - 2 | SK Brann                 | 3 - 0 | 0 - 2       |    |
| ND Gorica               | 3 - 8 | FC Bruges                | 3 - 5 | 0 - 3       |    |
| PAOK Salonique          | 6 - 3 | Spartak Trnava           | 5 - 3 | 1 - 0       |    |
| KR Reykjavik            | 1 - 3 | OFI Crète                | 0 - 0 | 1 - 3       |    |
| FK Jablonec 97          | 1 - 1 | Örebro SK                | 1 - 1 | 0 - 0       | *  |
| Apollon Limassol        | 0 - 3 | Royal Excelsior Mouscron | 0 - 0 | 0 - 3       |    |
| Dynamo Minsk            | 0 - 3 | Lillestrøm SK            | 0 - 2 | 0 - 1       |    |
| Újpest FC               | 2 - 3 | AGF Århus                | 0 - 0 | 2 - 3       |    |
| Alania Vladikavkaz      | 6 - 2 | FC Dnipro Dnipropetrovsk | 2 - 1 | 4 - 1       |    |

 *  - Qualification obtenue grâce aux buts inscrits à l'extérieur

 **  - Qualification obtenue après une séance de tirs au but

## Trente-deuxièmes de finale
Les trente-deuxièmes de finale ont lieu les 16 et 30 septembre 1997.
Sept clubs français, dont trois issus de la Coupe Intertoto 1997, prennent part au premier tour de la compétition. Jamais le contingent français n'a été aussi élevé. Lors de ce tour, deux équipes tricolores sont éliminées : Bordeaux face aux Anglais d'Aston Villa après prolongation et Nantes face aux Danois de AGF Århus à la suite d'une défaite (1-0) à domicile au match retour.
À ce même stade de la compétition disparaissent quelques clubs réputés : à Salonique, Arsenal subit la loi du PAOK, tandis que la Sampdoria est écartée par l'Athletic Bilbao de Luis Fernandez et que le Celtic Glasgow est éliminé par Liverpool.
| Équipe 1                 | Score  | Équipe 2                | Aller | Retour      |   |
| Deportivo La Corogne     | 1 - 2  | AJ Auxerre              | 1 - 2 | 0 - 0       |   |
| Red Bull Salzbourg       | 6 - 7  | RSC Anderlecht          | 4 - 3 | 2 - 4       |   |
| PAOK Salonique           | 2 - 1  | Arsenal FC              | 1 - 0 | 1 - 1       |   |
| Widzew Łódź              | 1 - 3  | Udinese Calcio          | 1 - 0 | 0 - 3       |   |
| NK Maribor               | 2 - 10 | Ajax Amsterdam          | 1 - 1 | 1 - 9       |   |
| Olympique lyonnais       | 7 - 3  | Brøndby IF              | 4 - 1 | 3 - 2       |   |
| Slaviya Mozyr            | 1 - 2  | Dinamo Tbilissi         | 1 - 1 | 0 - 1       |   |
| Real Valladolid          | 2 - 1  | Skonto Riga             | 2 - 0 | 0 - 1       |   |
| Vitória SC               | 1 - 6  | Lazio Rome              | 0 - 4 | 1 - 2       |   |
| RC Strasbourg            | 4 - 2  | Rangers FC              | 2 - 1 | 2 - 1       |   |
| MTK Hungária FC          | 4 - 1  | Alania Vladikavkaz      | 3 - 0 | 1 - 1       |   |
| Schalke 04               | 5 - 2  | Hajduk Split            | 2 - 0 | 3 - 2       |   |
| SC Bastia                | 1 - 0  | Benfica Lisbonne        | 1 - 0 | 0 - 0       |   |
| FC Sion                  | 1 - 6  | Spartak Moscou          | 0 - 1 | 1 - 5       |   |
| OFI Crète                | 4 - 2  | Ferencváros TC          | 3 - 0 | 1 - 2       |   |
| UC Sampdoria             | 1 - 4  | Athletic Bilbao         | 1 - 2 | 0 - 2       |   |
| Girondins de Bordeaux    | 0 - 1  | Aston Villa             | 0 - 0 | 0 - 1 a. p. |   |
| Steaua Bucarest          | 2 - 1  | Fenerbahçe SK           | 0 - 0 | 2 - 1       |   |
| Rotor Volgograd          | 6 - 1  | Örebro SK FK            | 2 - 0 | 4 - 1       |   |
| FC Jazz Pori             | 1 - 7  | TSV Munich 1860         | 0 - 1 | 1 - 6       |   |
| Trabzonspor              | 5 - 6  | VfL Bochum              | 2 - 1 | 3 - 5       |   |
| Dinamo Zagreb            | 9 - 4  | Grasshopper-Club Zurich | 4 - 4 | 5 - 0       |   |
| Vitesse Arnhem           | 2 - 3  | SC Braga                | 2 - 1 | 0 - 2       |   |
| Rapid Vienne             | 2 - 1  | Hapoël Petah-Tikvah     | 1 - 0 | 1 - 1       |   |
| Inter Milan              | 4 - 0  | Neuchâtel Xamax         | 2 - 0 | 2 - 0       |   |
| Celtic FC                | 2 - 2  | Liverpool FC            | 2 - 2 | 0 - 0       | * |
| Royal Excelsior Mouscron | 1 - 6  | FC Metz                 | 0 - 2 | 1 - 4       |   |
| FC Twente                | 2 - 2  | Lillestrøm SK           | 0 - 1 | 2 - 1       | * |
| Betar Jérusalem          | 2 - 4  | FC Bruges               | 2 - 1 | 0 - 3       |   |
| Atlético de Madrid       | 4 - 1  | Leicester City          | 2 - 1 | 2 - 0       |   |
| AGF Århus                | 3 - 2  | FC Nantes               | 2 - 2 | 1 - 0       |   |
| Karlsruher SC            | 3 - 2  | Anorthosis Famagouste   | 2 - 1 | 1 - 1       |   |

 *  - Qualification obtenue grâce aux buts inscrits à l'extérieur

## Seizièmes de finale
Les seizièmes de finale ont lieu les 21 octobre et 4 novembre 1997.
Lors de ce tour, trois nouveaux clubs français sont éliminés. Les Messins se font piéger par le Karlsruher SC de Marc Keller et Thomas Häßler qui inscrit les trois buts allemands sur coup franc. Bastia cède face au Steaua Bucarest et Lyon devant l'Inter Milan. Les Lyonnais s'impose à Milan à l'aller (21), infligeant aux Nerazurri leur première défaite officielle de la saison avant de s'incliner (3-1) à Gerland. À l'inverse, Auxerre (vainqueur de l'OFI Crète) et Strasbourg (surprenant vainqueur de Liverpool) poursuivent un chemin qui s'arrête notamment pour l'Udinese, l'Athletic Bilbao, Anderlecht et le FC Bruges.
| Équipe 1           | Score | Équipe 2           | Aller | Retour |   |
| RC Strasbourg      | 3 - 2 | Liverpool FC       | 3 - 0 | 0 - 2  |   |
| Inter Milan        | 4 - 3 | Olympique lyonnais | 1 - 2 | 3 - 1  |   |
| SC Braga           | 5 - 0 | FC Dinamo Tbilissi | 4 - 0 | 1 - 0  |   |
| Schalke 04         | 3 - 1 | RSC Anderlecht     | 1 - 0 | 2 - 1  |   |
| Ajax Amsterdam     | 2 - 2 | Udinese Calcio     | 1 - 0 | 1 - 2  | * |
| FC Bruges          | 2 - 4 | VfL Bochum         | 1 - 0 | 1 - 4  |   |
| FC Metz            | 1 - 3 | Karlsruher SC      | 0 - 2 | 1 - 1  |   |
| Spartak Moscou     | 4 - 1 | Real Valladolid    | 2 - 0 | 2 - 1  |   |
| MTK Hungária       | 1 - 2 | Dinamo Zagreb      | 1 - 0 | 0 - 2  |   |
| Atlético de Madrid | 9 - 6 | PAOK Salonique     | 5 - 2 | 4 - 4  |   |
| Steaua Bucarest    | 3 - 3 | SC Bastia          | 1 - 0 | 2 - 3  | * |
| Athletic Bilbao    | 1 - 2 | Aston Villa        | 0 - 0 | 1 - 2  |   |
| Rapid Vienne       | 4 - 2 | TSV Munich 1860    | 3 - 0 | 1 - 2  |   |
| Rotor Volgograd    | 0 - 3 | Lazio Rome         | 0 - 0 | 0 - 3  |   |
| AGF Århus          | 1 - 1 | FC Twente          | 1 - 1 | 0 - 0  | * |
| AJ Auxerre         | 5 - 4 | OFI Crète          | 3 - 1 | 2 - 3  |   |

 *  - Qualification obtenue grâce aux buts inscrits à l'extérieur

## Huitièmes de finale
Les matchs allers sont joués le 25 novembre 1997, les matchs retours le 9 décembre.
En huitièmes de finale, l'Inter Milan croise à nouveau la route d'un club français. Strasbourg fait illusion en s'imposant nettement à la Meinau (2-0) mais s'incline plus lourdement (3-0) au Stade Giuseppe-Meazza. Le dernier représentant tricolore est l'AJ Auxerre, vainqueur des Néerlandais de Twente.
| Équipe 1        | Score | Équipe 2           | Aller | Retour      |  |
| RC Strasbourg   | 2 - 3 | Inter Milan        | 2 - 0 | 0 - 3       |  |
| Sporting Braga  | 0 - 2 | Schalke 04         | 0 - 0 | 0 - 2       |  |
| Ajax Amsterdam  | 6 - 4 | VfL Bochum         | 4 - 2 | 2 - 2       |  |
| Karlsruher SC   | 0 - 1 | Spartak Moscou     | 0 - 0 | 0 - 1 a. p. |  |
| Dinamo Zagreb   | 1 - 2 | Atlético de Madrid | 1 - 1 | 0 - 1       |  |
| Steaua Bucarest | 2 - 3 | Aston Villa        | 2 - 1 | 0 - 2       |  |
| Rapid Vienne    | 0 - 3 | Lazio Rome         | 0 - 2 | 0 - 1       |  |
| FC Twente       | 0 - 3 | AJ Auxerre         | 0 - 1 | 0 - 2       |  |

## Quarts de finale
Les quarts de finale ont lieu les 3 et 17 mars 1998.
L'AJ Auxerre, dernier représentant français, est sorti par la Lazio Rome, futur finaliste. Stéphane Guivarc'h, auteur de sept buts durant la compétition, ne sera pas rejoint et décroche le titre honorifique de meilleur buteur de l'épreuve. Dans les autres rencontres, l'étonnant FK Spartak Moscou se défait de l'Ajax Amsterdam poussif et l'Atlético Madrid d'un Aston Villa accrocheur. Dans un remake de la finale 1997, l'Inter élimine le FC Schalke 04 après prolongation au terme d'un double confrontation âpre et tendue.
| Équipe 1           | Score | Équipe 2       | Aller | Retour      |   |
| Inter Milan        | 2 - 1 | Schalke 04     | 1 - 0 | 1 - 1 a. p. |   |
| Ajax Amsterdam     | 1 - 4 | Spartak Moscou | 1 - 3 | 0 - 1       |   |
| Atlético de Madrid | 2 - 2 | Aston Villa    | 1 - 0 | 1 - 2       | * |
| Lazio Rome         | 3 - 2 | AJ Auxerre     | 1 - 0 | 2 - 2       |   |

 *  - L'Atlético Madrid se qualifie au bénéfice des buts marqués à l'extérieur

## Demi-finales
Les demi-finale ont lieu les 31 mars et 14 avril 1998.
Dans le dernier carré, la Lazio Rome s'impose (1-0) au stade Vicente-Calderón de l'Atlético Madrid sur un but de Vladimir Jugović qui suffira à qualifier les Italiens après un match retour soporifique (0-0). De son côté, Inter Milan s'impose dans les arrêts de jeu à domicile (2-1) grâce au Brésilien Zé Elias. À Moscou, sur un terrain en mauvais état balayé par un vent glacial, Andreï Tikhonov ouvre le score après moins d'un quart d'heure de jeu mais un doublé du jeune attaquant brésilien Ronaldo envoie l'Inter en finale de C3 pour la seconde année consécutive.
| Équipe 1           | Score | Équipe 2       | Aller | Retour |  |
| Inter Milan        | 4 - 2 | Spartak Moscou | 2 - 1 | 2 - 1  |  |
| Atlético de Madrid | 0 - 1 | Lazio Rome     | 0 - 1 | 0 - 0  |  |

## Finale
La finale s'est disputée sur une seule rencontre, le mercredi 6 mai 1998, à Paris en France, au Parc des Princes.
| Club       | Score | Club        |
| ---------- | ----- | ----------- |
| Lazio Rome | 0 - 3 | Inter Milan |

## Classement des buteurs
1. Stéphane Guivarc'h (AJ Auxerre) : 7 buts.
2. Ronaldo (Inter Milan) : 6 buts.
3. Youri Djorkaeff (Inter Milan) : 4 buts.
4. Roberto Mancini (Lazio Rome) : 3 buts.